# Hadrodontes shimbanus
Hadrodontes shimbanus är en fjärilsart som beskrevs av Van Someren 1963. Hadrodontes shimbanus ingår i släktet Hadrodontes och familjen praktfjärilar. Inga underarter finns listade i Catalogue of Life.